# قازما
قازما (به لاتین: Qazma، به آواری: Рогьноб) یک منطقه مسکونی در جمهوری آذربایجان است که در شهرستان بالاکن واقع شده‌است. قازما ۶۶۳۹ نفر جمعیت دارد.

## دین
در مسجد جامع قازما به‌نام جمعه یک هیئت مذهبی وجود دارد.